# 관심병
관심병(Attention seeking)은 주의를 끌 수 있는 방식으로 행동하는 것이다. DSM-5에서는 관심을 추구하는 행동을 "주의를 끌고 다른 사람의 관심과 존경의 대상이 되도록 고안된 행동에 참여하는 것"으로 정의한다. 이 정의는 행동에 동기를 부여하지 않고 인간 행위자를 가정하지만 "attention seeking"라는 용어는 때때로 검증 추구 동기를 가정하기도 한다. 사람들은 건강에 대한 실제 이익이나 해로움과 관계없이 긍정적이고 부정적인 관심 추구 행동에 참여하는 것으로 생각된다. 많은 연구와 나르시시즘의 역동적인 자기 조절 처리 모델에 따라, 관심 추구 동기는 내부적이고 자기 동기가 부여된 행동보다는 자의식에 의해 주도되고 따라서 성격의 외부화에 의해 주도되는 것으로 간주된다. 관심 추구는 종종 자기 개념에 대한 위협과 사회적 수용의 필요성으로 인해 발생한다. 행동에 대한 이러한 유형의 영향은 개인의 주체성 감각, 성격 장애 및 이러한 조건과 관련된 행동의 잠재적 상실을 초래할 수 있다.
다른 사람의 관심을 받는 것은 어떤 상황에서는 사회적으로 허용되며, 관심을 끌려는 것은 연기(업스테이징)나 마케팅과 같은 일부 상황에서 적응력이 있을 수 있다. 그러나 과도한 관심 욕구는 근본적인 인격장애의 증상인 경우가 많으며 대인 관계에 어려움을 초래할 수 있다. 주의를 끌기 위한 행동에 대응하기 위해 교사와 행동 분석가가 자주 사용하는 전략 중 하나는 계획적 무시 또는 전술적 무시이다.

## 같이 보기
- 뮌하우젠 증후군
- 인격장애
- 자기 파괴적 행동
- 대처 (행동)